# Juan Bautista Topete
Juan Bautista Topete Carballo Romay (San Andrés Tuxtla, Nueva España, 24 de mayo de 1821-Madrid, 27 de octubre de 1885) fue un marino, militar y político español, vicealmirante de la Armada Española, senador de España y ministro de Marina de España, recordado por su intervención en la guerra del Pacífico y en la Revolución de 1868. Fue ministro de Marina en varios gobiernos y presidente del Consejo de Ministros interino en tres ocasiones (del 25 de agosto al 21 de septiembre de 1869, del 27 de diciembre de 1870 al 4 de enero de 1871, y del 26 de mayo al 5 de junio de 1872).

## Biografía

### Origen
Nació en San Andrés Tuxtla, intendencia (actual estado) de Veracruz, virreinato de la Nueva España (actual México), donde estuvo destinado su padre, el cartagenero Juan Bautista Topete y Viaña, entonces comandante de la Tercera División de Milicias del Sotavento (luego ministro de Marina), cuya sede mudó al puerto de Alvarado. Su madre, Clara Carballo y Romay, originaria de Tlacotalpan (Veracruz), perteneció a una influyente familia española del virreinato en la próspera región (contando entre sus parientes a Francisco Lagos Cházaro, presidente de México a inicios del siglo XX, el general Eduardo Hernández Cházaro, entre otros). Tuvo dos hermanos marinos: Ramón Topete Carballo Romay, vicealmirante de la Real Armada (1819, San Andrés Tuxtla-1908, Madrid) y Ángel Topete Carballo Romay, capitán de navío de 1.ª clase.

### Juventud
Tras la independencia de México al poco tiempo de su nacimiento, su familia se mudó a La Habana, donde pasó su niñez y parte de su juventud. Viendo la inclinación del joven hacia las cosas de la mar, sus padres le autorizaron y realizaron la petición de solicitud de acceso a la Real Armada, en la que entró a los quince años, corriendo el año de 1836. 
Desde el cierre de las Reales Compañías de Guardiamarinas y Colegio Naval, hasta la apertura del nuevo centro de enseñanza marítima propiciado por el ministro Armero, quienes obtenían la gracia del alumnado no formaban cuerpo ni compartían aulas, sino que directamente embarcaban en dilatados periplos de prácticas, en los buques disponibles de la Armada. El joven Topete hubo de ir a San Fernando a pasar el examen de acceso. Después de pasadas las pruebas, la Real Orden del 26 de agosto de 1836 dice: «que ha sido examinado en el día de la fecha el agraciado a plaza de guardiamarina don Juan Topete, de todos los trabajos del curso de estudios elementales de la Marina de don Gabriel Ciscar, y hallándose impuesto en todos, mereció aprobar en grado de regular», lo que no dejaba de entrever una notable cicatería. Pero el resultado no influyó para nada, ya que en el mismo día de su aprobado se le ordenó embarcar en la fragata Esperanza, para comenzar a curtirse en las cosas de la mar. Lejos quedaban los tiempos de las Reales Compañías de Guardiamarinas, que previamente preparaban a los jóvenes.
Durante cerca de tres años, entre 1836 y 1839 cubrió las primeras etapas en las aguas de la isla de Cuba, primero en el bergantín Marte y a continuación con la fragata Restauración, con las que realizó innumerables cruceros tratando de combatir el contrabando de armas y el tráfico de negros. También, y por poco tiempo, desempeñó comisiones a bordo de la corbeta Villa de Bilbao. Tanta permanencia en la mar produjo que su salud se resintiera, por lo que embarcó en la fragata mercante Unión, en la que efectuó la travesía del océano Atlántico, llegando a Santander a finales de 1839, recién acabada la Primera Guerra Carlista. 
El año 1840 lo pasa embarcado en varios buques, entre ellos el vapor Delfín y las fragatas Isabel II y Cortés. Por orden superior, transborda al bergantín Patriota, con el que realiza intervenciones de todo tipo en las aguas del Mediterráneo, frente a las costas de Cataluña y Levante, desde transporte de tropas, municiones y pólvora, hasta expatriaciones de personas. 
El 2 de enero de 1841 embarca en la fragata Isabel II con destino a La Habana, donde su padre ya no está al mando del arsenal. A su llegada transborda a su ya conocido bergantín Marte. El cambio de buques es constante, pues hay pocos oficiales; embarca en la corbeta Liberal y más tarde en el vapor Congreso, realizando con todos ellos cruceros por el sinus Mexicanus. El 21 de octubre, como figura en su Hoja de Servicios:

...con grave riesgo de su vida, salvó la de un tripulante del vapor Congreso, que había caído a la mar y que estaba a punto de ahogarse, él se lanzó al agua e impidió que sucediera lo peor.

Por su arrojo y valentía fue condecorado posteriormente con la Cruz del Mérito Naval. 
La persecución de los buques negreros se convirtió en la misión principal de la Armada Española en aguas americanas. El gobernador Jerónimo Valdés convoca a los traficantes de esclavos e impide el desembarco de expediciones en la isla, poniendo fin a tan inhumana y longeva acción. Hasta 1844 se encuentra afecto a las fuerzas navales del apostadero de La Habana, por lo que utiliza los buques que allí están, siendo entre otros el vapor Congreso y la fragata Isabel II. 
Un nuevo desplazamiento a la península a bordo del Soberano, de 74 cañones, se convierte en una experiencia nueva y reveladora, al estar en uno de los viejos navíos de línea de los que ya casi no quedaban en la Armada. No obstante, su nuevo ascenso a teniente de navío le obliga a regresar a Cuba, donde llega en la Nochebuena de 1845. 
Al llegar se le otorga el mando de la goleta Cristina, de la que no puede tomar el mando hasta la primavera de 1846, pues es comisionado a la isla de Puerto Rico como oficial del navío Soberano. Con su buque desarrolla las misiones encomendadas, prestando servicios en Baracoa, isla de Corremell, Mujeres y Centoy. La situación en esos momentos es muy crítica e incómoda, pues se había fusilado al poeta Plácido, acusado de conspirar contra la corona de España. 
El año 1847 se convierte en uno de los más difíciles, ya que por primera vez los secesionistas cubanos inician conversaciones con los Estados Unidos, por lo que, al mando de la goleta Cristina, Topete tiene que ir de un lado a otro de la isla para tratar de evitar el contrabando de armas yanqui. 
Al empeorar su salud, pide y se le concede un permiso de cuatro meses, pero se le destina a la Corte, donde cumple misiones de enlace. El 21 de noviembre de 1849 se le nombra oficial de órdenes de la división naval del Mediterráneo, que cubre desde el arsenal de Cartagena a la frontera con Francia, incluidas las islas Baleares. La división está compuesta por la corbeta Mazarredo, el bergantín Volador y el vapor Vulcano, siendo Topete el comandante de la Mazarredo.

### La expedición a los Estados Pontificios
Por aquel tiempo, los disturbios producidos en Italia por los intentos de unificación y la proclamación de la República Romana habían despojado al papa de sus bienes temporales. Narváez, por entonces presidente del Consejo de Ministros, ordenó la formación de un ejército y despachó una expedición a Roma, habiendo acordado previamente su apoyo con las principales potencias católicas: Austria, Francia y las Dos Sicilias.
Era la primera vez en muchos años que España afrontaba un desplazamiento de hombres y buques sin apoyo directo de la península, lo que no dejaba de ser un reto importante. La expedición estaba formada por los vapores de ruedas Isabel II, Vulcano, Lepanto, Piles, Castilla y Blasco de Garay, la fragata Cortés y las corbetas Villa de Bilbao y Mazarredo, al mando del brigadier José María de Bustillo. Transportaban a un ejército de 5000 hombres al mando del general Fernando Fernández de Córdova, marqués de Mendigorría. 
Después de una travesía un poco molesta por los malos vientos y un temporal, llegaron a Gaeta y el papa Pío IX pasó revista a las fuerzas, a las que bendijo. Se pusieron, pues, en marcha, tomando posiciones en Terracina, sin encontrar una resistencia seria a su paso. Al poco, y ya con el campo despejado, entró el general francés Nicolás Oudinot en Roma, al frente de 30 000 hombres, por lo que se restablecieron los Estados Pontificios. 
La fuerza expedicionaria española regresó a la Península desilusionada, pero colmada de honores y galardones, como la Cruz de San Silvestre que les fue concedida por el papa Pío IX, más otra no menos importante concedida por el rey Fernando II de las Dos Sicilias, y la gracia de la Real Orden y la Cruz de la Muy Distinguida Orden de Carlos III, que otorgó la reina de España, por haber realizado su labor con efectivo celo. En este año de 1849, la Real Armada española se reducía a un navío, cinco fragatas, dos corbetas, un bergantín y seis vapores.

### Servicio en Cuba
Topete llevó al desarme a la corbeta Mazarredo, con la que había estado desempeñando la comisión de buque de enseñanza a flote, en la que los profesores impartían sus clases a los guardiamarinas, que después eran destinados a embarcarse en los buques de la División de Instrucción. Después fue destinado a efectuar tornaviajes entre la península ibérica y la isla de Cuba, al mando del bergantín Galiano, y en 1851 comenzó a realizarlos con el vapor de ruedas Bazán. 
Conservando el mando de este, se le nombró secretario interino de la Comandancia general de guardacostas. Posteriormente, en el Arsenal de La Carraca se le volvió a otorgar el mando del bergantín Galiano y fue destinado también de nuevo a La Habana. El 18 de enero de 1852, los vigías del puerto divisaron al bergantín «con todo el trapo desplegado, como homenaje y pleitesía al apostadero». 
Con motivo de la insurrección cubana, durante 1853 y parte de 1854 continúa en Cuba prestando una especial atención al estado anímico de sus dotaciones, siendo muy especialmente vigiladas aquellas que llevan a nativos del país. En este año de 1854, se produce la crisis diplomática entre EE. UU. y España desencadenada por el Manifiesto de Ostende, donde se afirma que «si España no vende Cuba, los Estados Unidos la conquistarán». 
Las comisiones y servicios se van multiplicando, por lo que el Gobierno envía al vapor de ruedas Bazán, del que también se hace cargo, sin dejar el mando del Galiano, hasta el 2 de junio, en que se le destina al pontón Villavicencio. Al ser nuevamente reclamado por el Gobierno, el 12 desembarcó y cruzó el océano Atlántico en el vapor correo. 
A su llegada se le encargó de la comisión que debía formar un proyecto de reglamento de pertrechos, de obligado cumplimiento en los buques de la Armada. Son destinos más relajantes, pero Topete era hombre de buques y no de oficinas, por lo que en el mes de septiembre de 1856 está de nuevo como comandante interino del vapor de ruedas Velasco destinado al correo, lo que no le impide realizar un viaje redondo a La Habana. Se le entrega el mando interino también del vapor de ruedas Isabel la Católica, lo cual tampoco es obstáculo para efectuar otro viaje redondo a La Habana. 
A principios de 1857 se le asciende a capitán de fragata y se le nombra segundo comandante del navío Reina Isabel II. Posteriormente se le ordena regresar a la isla de Cuba, pues el apostadero de La Habana recibía un intenso tráfico de buques procedentes de la Península, al haberse quedado como único bastión de los territorios españoles en América. 
El 1 de agosto de 1857 se le nombra jefe de la división de fuerzas sutiles, destinadas a la persecución y apresamiento del tráfico ilícito de negros bozales, puesto en el que prestará sus servicios hasta el 7 de diciembre, en que se le otorga el mando interino de la fragata Esperanza, que se convertirá en una experiencia, para posteriormente entregársele el mando de una de las más modernas unidades de la Armada, la fragata de vapor y hélice Berenguela. Con este buque realiza varias comisiones, entre ellas una a Veracruz, haciendo escalas en Nueva York y Tampico, en una comisión típica de mostrar bandera, antes de regresar a La Habana. 
A su llegada se encuentra con una Real Orden que dice: «se incluyan copias de las comunicaciones pasadas a este jefe por los súbditos españoles residentes en México, dándole las gracias por los importantes servicios que prestó en dicho puerto», así como otra del Capitán General de La Habana haciendo referencia al mismo tema. Realiza otra comisión al puerto de Veracruz, pero a su regreso a La Habana se encuentra con una muy grata noticia, pues se le comunica que ha sido nombrado comendador de la Orden de Carlos III.

### La guerra de África
Topete prosiguió en el mando de la Berenguela hasta el 9 de agosto de 1859, en que por orden superior se le destina como mayor general de las fuerzas navales de África. Estas fuerzas estaban compuestas por los vapores de ruedas Vasco Núñez de Balboa, Castilla, Pizarro, Ulloa, Santa Isabel y Vigilante, más la goleta de hélice Buenaventura. Estas unidades eran las que acometían las misiones de recorrer las costas del Rif y combatir a la piratería que ejercían los cárabos marroquíes contra los buques mercantes españoles. 
Cuando en octubre de 1859 se declara la guerra oficialmente, comienza el bloqueo de las costas por la Escuadra de Operaciones, compuesta por el navío Reina Isabel II, las fragatas Princesa de Asturias y Blanca, las dos de hélice, la corbeta Villa de Bilbao, también de hélice, las urcas Antillas y Marigalante, los vapores de ruedas Isabel II, Colón, Vulcano, León, Alerta, Piles, Lepanto, Santa Isabel, Buenaventura, Ceres, Rosalía, Álava, Ferrol y San Antonio, además de cuatro faluchos y 16 pequeños cañoneros, al mando del jefe de escuadra Segundo Díaz Herrera, y como mayor general de ella, el capitán de fragata Juan Bautista Topete y Carballo. 
Ya establecido el bloqueo, llegó un fortísimo temporal de Levante que impedía las operaciones más vitales. En unos de esos días de galerna se quedó un destacamento sin provisiones, llegando a ser llamado el campamento del hambre, pero la decidida actuación del mismísimo comandante en jefe de la escuadra, José María Bustillo (que había relevado a Segundo Díaz Herrera) la palió: hizo deslizar el primer bote de la Berenguela, y con él se dirigió al campamento, al que abasteció con gran peligro de su vida. Por su parte, la fragata Blanca bombardeó Río Martín, lo que supuso un alivio para las tropas, pues estaban siendo bombardeadas por las baterías moras, que quedaron destruidas. 
Otro hecho destacado fue el desembarco de fuerzas de marinería en Cabo Negro, que produjo una desbandada en el campo enemigo, dejando casi libre el acceso a Ceuta. Se destacaron buques al océano Atlántico y apoyaron con sus fuegos el avance del ejército sobre Larache, Arcila, Rabat y Salé, todo ello pese a la persistencia del temporal.
En todas estas acciones Topete tuvo que multiplicar sus esfuerzos para que nada faltara, preocupándose de los embarques y desembarques del material y de los bastimentos de guerra, más los víveres y efectos, el transporte de los enfermos y heridos a los hospitales, y todo ello sin perder las comunicaciones entre Ceuta y Algeciras, que tan difíciles eran a causa del pertinaz temporal. En todas las operaciones y por los efectos del temporal sólo se perdieron dos vapores de ruedas y tres faluchos, por lo que resultaron unas operaciones complicadas, pero sin grandes pérdidas. 
Por la ingente labor desarrollada, a Topete se le concedió la cruz de la Real y Militar Orden de San Fernando y la cruz de la Orden de San Hermenegildo. El 7 de abril de 1860 se le otorgó por Real Orden el empleo de coronel de Infantería, en recompensa a sus servicios en la guerra de Marruecos, y el cuerpo de Ingenieros de Minas le distinguió con su Medalla de Oro. En el diario de sesiones de las Cortes del 29 de mayo de 1860, figura lo que entonces se dijo sobre la Marina y la guerra de África: 

Digna de gloriosa conmemoración es nuestra naciente marina, que con tanto valor supo arrostrar los huracanes y las tempestades sirviendo tan pronto de poderoso auxiliar a nuestro heroico ejército, como dominaba con sus cañones a los fuertes africanos. En su naciente pedestal se vislumbra su futura grandeza.

### El duelo con Campoamor
Tras su sobresaliente actuación en la guerra de África, a Topete se le otorgaron diferentes destinos, todos ellos de trámite y de descanso del guerrero. En 1861 fue nombrado segundo comandante del arsenal de la Carraca en San Fernando, y el 1 de abril de 1862 recibe el mando del navío Rey Francisco de Asís, último navío de línea construido por España, que estaba convertido en escuela naval flotante de marinería, lo que le permitía compatibilizar su responsabilidad a bordo con sus tareas de diputado a Cortes. Durante el tiempo que ocupó este puesto se interesó por la política y se afilió a la Unión Liberal.
En 1863, el nombramiento de Augusto Ulloa y Castañón como ministro de Marina del gobierno de O'Donnell provocó el rechazo de la oficialidad. El célebre poeta Ramón de Campoamor, furibundo defensor de la monarquía isabelina, escribió entonces un artículo contra los jefes de la Armada, en el que decía: «¿Por qué no queréis al Sr. Ulloa? ¿Porque no ha cogido una ostra en su vida?» Los marinos, apenas lo leyeron en La Época, nombraron a Juan Bautista Topete, gran tirador al sable y a la pistola, para que desafiase a Campoamor en duelo. Y como este, aunque bondadoso y jovial, nunca rehusaba los lances de armas, aceptó el reto del impetuoso Topete.
Fueron padrinos de Campoamor el general Reina y el barón de Villatardi; de Topete, los generales de Marina Quesada y Prast. Concertóse el duelo a sable, y se verificó en la quinta de Salamanca. Los sables los proporcionó Moreno Benítez y estaban afilados cual navajas de afeitar. Una vez frente a frente los dos adversarios, diose la señal y comenzó la lucha.
Muy pronto pudo advertir Campoamor la superioridad de su destreza: el marino atacaba vigorosamente, pero sin resultado, ya que el poeta paraba sus golpes con facilidad. Aquel, cegado por la ira, menudeaba los tajos y reveses, que siempre encontraban su quite. Campoamor, a su vez, atacó sin lograr tocarle, pero la duración del asalto fue desventajosa para Topete, y Campoamor acabó hiriéndole en la frente. Topete, con el rostro ensangrentado, dio un rugido y se lanzó sobre el poeta. Este acudió a la parada, y le hirió una segunda vez en la mano derecha, desarmándolo. Entonces el bravo marino exclamó con rabia:

¡Condenación! ¿Qué dirán mis compañeros?

El general Reina, interponiéndose, le respondió:

Dirán que ha sido usted un valiente; pero con las armas hiere la casualidad.

Campoamor en seguida se acercó a Topete y le dio un abrazo, y desde entonces fueron buenos camaradas.

### La guerra del Pacífico
Una vez finalizada la legislatura, en junio de 1864 recibió una Real Orden por la que se otorgaba el mando de la fragata de hélice Blanca. Por aquel entonces, los acontecimientos políticos habían obligado al almirante Luis Hernández Pinzón a izar la bandera española en las islas Chincha el 14 de abril de aquel año. 
El Gobierno, en conocimiento de que la situación se agravaba por momentos, decidió enviar más buques al Pacífico, por lo que reciben la orden de hacerlo las fragatas Villa de Madrid, Berenguela y Blanca, ésta al mando de Topete, yendo de comandante general el almirante José Manuel Pareja, que a su llegada sustituiría al almirante Pinzón en el mando de aquella escuadra. Poco tiempo después se incorporó a la escuadra la goleta Vencedora, también enviada por necesitar la escuadra de buques de poco calado, muy apropiados para aquellas costas.
Pareja había nacido en el Perú, por lo que era un gran conocedor de sus paisanos. Como plenipotenciario negoció un tratado, que se denominó Vivanco-Pareja, por el que España devolvía las islas Chincha y Perú saludaría al pabellón español, reconocía al comisario enviado por la reina y pagaría 3 millones de pesos en indemnización. 
Aprobado tan amigable tratado, desembarcaron algunos marineros de la fragata Resolución, pero el descontento del pueblo exaltado se manifestó en turba que se lanzó contra los españoles el 5 de febrero de 1865. Resultó muerto el cabo de mar Esteban Fradera, que al verse rodeado se defendió y con su cuchillo logró matar a tres violentos y herir a otros siete, pero la multitud se le echó encima causándole la muerte. 
Después de un nuevo intento de llegar a un tratado e indemnizar a los familiares del cabo Fradera, el Gobierno peruano puso fin a las negociaciones, por lo que Pareja determinó, cumpliendo con las órdenes recibidas desde Madrid, el inicio del bloqueo de las costas del Perú. El Gobierno, en previsión de la unión de Chile y Perú en contra de España, envió a la nueva fragata acorazada Numancia, estando al mando el capitán de navío Casto Méndez Núñez. 
Por disposición del almirante Pareja, la Numancia se quedó al frente de El Callao, la plaza más fuerte del Perú. El bloqueo se hizo en unas condiciones dificilísimas, pues con cuatro fragatas y dos goletas, sin puertos de aprovisionamiento, ni recurso de ninguna clase, se debían cubrir más de 1600 millas de costa. El dispositivo de bloqueo era el siguiente: la Villa de Madrid, con la insignia del almirante Pareja, y las goletas Vencedora y Covadonga, frente a Valparaíso; la Berenguela, con un vapor apresado el Matías Cousiño, frente a Coquimbo; la Blanca en Caldera y la Resolución en Concepción, por lo que de extremo a extremo del bloqueo había una distancia de doscientas leguas sin ningún tipo de comunicación. 
Cuando Chile declaró la guerra a España, el almirante Pareja tuvo que reajustar sus ya escasas fuerzas y alargar su línea de bloqueo. Resolvió que la goleta Covadonga custodiara a Coquimbo, la Berenguela pasara a Caldera a reunirse con la fragata Blanca y que la goleta Vencedora marchara a Concepción y regresara con la fragata Resolución, dejando levantado el bloqueo en Concepción. De esta forma, si la hostilidad del Perú se confirmaba, acudirían a todo vapor a Valparaíso, recogiendo en sus aguas a la Covadonga y, todas juntas, bloquear el puerto. 
Pero resultó que la Covadonga, en un ataque por sorpresa de la corbeta chilena Esmeralda, fue capturada. Por este pequeño desastre el almirante Pareja se suicidó, llevando su honor personal quizás demasiado lejos.
Méndez Núñez, que había sido ascendido a brigadier por su brillante viaje desde Cádiz a El Callao y estaba al mando de la Numancia, se hizo cargo del mando de la escuadra del Pacífico. Sus primeras órdenes fueron concentrar sus fuerzas en los dos puertos principales de Chile, tratando de evitar así más sorpresas y riesgos, pero además cumplir con la misión de informar al Gobierno del fallecimiento del comandante en jefe de la escuadra. 
Méndez Núñez ordenó la búsqueda de la Covadonga para intentar recapturarla, pero resultó infructuosa, por lo que envió a la Villa de Madrid, al mando de Claudio Alvargonzález, y a la Blanca, al mando de Topete, a buscarlas en el único sitio donde no se había explorado: el laberinto de los archipiélagos de Chiloé y Calbuco. 
En primer lugar se toparon con la fragata peruana Amazonas varada en un banco de arena y, poco después, hallaron al resto de la flota en una ensenada resguardada tras la isla Abtao. Tras un intenso cañoneo a distancia de escaso resultado, que pasaría a la Historia con el nombre de combate de Abtao, escribió Claudio Alvargonzález en su parte: 

A las cinco y media, considerando que era ilusorio el pensar atacar al enemigo a quemarropa pues se inclinaría, si no a una varada, a imposibilidad de movimiento sin éxito posible ni probable, y considerando la imperiosa necesidad de salir de la estrechura con la luz del día, mandé cesar el fuego. Después de conferenciar nuevamente con el señor comandante de la Blanca (Topete) determinamos no insistir en el ataque vista la imposibilidad del buen resultado de cualquiera que fuera la forma en que se combinase y el número de nuestros buques. Salimos pues, con iguales precauciones de los arrecifes de Lami y Carva navegando siempre con la esperanza de que el enemigo presentaría la acción fuera de los escollos. (...) El enemigo estaba quieto, desahogando vapor sus buques, nada dispuestos a salir de sus trincheras.

Determinó Méndez Núñez hacer él mismo el intento de acabar con la flota enemiga, por lo que convocó una junta de jefes y oficiales, que no eran partícipes de arriesgar a la Numancia en aquel intrincado dédalo de islas y canalizos, de los que además no existían cartas náuticas fiables. Aun así el 17 de febrero de 1866, habiendo sido reparadas las pequeñas averías de la Blanca, siempre al mando de Topete, abandonaron el fondeadero de Valparaíso, yendo en cabeza como exploradora, seguida de la Numancia, al mando de su comandante Antequera y con el jefe de la escuadra Casto Méndez Núñez. Esta segunda expedición a Chiloé tampoco tuvo el resultado esperado ya que la flota chileno-peruana buscó un refugio aún más inaccesible y protegido. Aunque los buques aliados no pudieron ser destruidos, estos permanecerán en su escondite durante el resto de la guerra. 

#### El bombardeo de Valparaíso
Pero al regreso a Valparaíso, Topete apresó al vapor Paquete del Maule, que llevaba a bordo a ciento setenta marinos al servicio del Perú, muy esperados para terminar de dotar a sus nuevos buques, el Huáscar y la Independencia, lo que dejó a los peruanos sin hombres adiestrados para dos buques muy esperados. El apresamiento se produjo a pesar de llevar el vapor la bandera británica, pero como esta acción ya era conocida, la Blanca le disparó una salva, pues no llevaba proyectil cargado el cañón y el vapor se detuvo, sin presentar ningún tipo de oposición. 
Tras comunicársele la decisión del Gobierno de bombardear Valparaíso, Méndez Núñez anunció públicamente su intención y dio cuatro días de plazo para que la población civil abandonara sus hogares, y que se señalasen con banderas blancas los establecimientos benéficos y los hospitales. Cumplido el plazo, el 31 de marzo de 1866 se disponen a realizarlo las fragatas Villa de Madrid, Resolución y Blanca, más la corbeta Vencedora, permaneciendo la acorazada Numancia a sus espaldas para protegerlas de un inexistente ataque de las escuadras enemigas.
Los buques neutrales de los Estados Unidos y del Reino Unido se retiraron a las 8 de la mañana. La Numancia disparó dos cañonazos advirtiendo que el bombardeo empezaría a su hora ajustada. A las 09:15 comenzó el fuego, principiando por los edificios oficiales, como aduanas y almacenes del Gobierno. A las 12:00 cesó el fuego. Se lanzaron 2600 proyectiles, causando unos daños valorados en catorce millones de pesos, que era el equivalente a 3,6 veces el coste de las peticiones españolas de indemnización que llevaron a la guerra. 
Terminado el bombardeo, y molesto con los reproches de haber bombardeado una población indefensa, Méndez Núñez puso rumbo a la isla de San Lorenzo, frente al puerto peruano de El Callao, para bombardear este, la plaza más fuerte de Sudamérica. El viaje se realizó en dos divisiones, de la que una lo haría a la vela por llevar los transportes y la primera, con la Numancia a la cabeza, la realizaría con las máquinas de vapor.

#### El bombardeo de El Callao

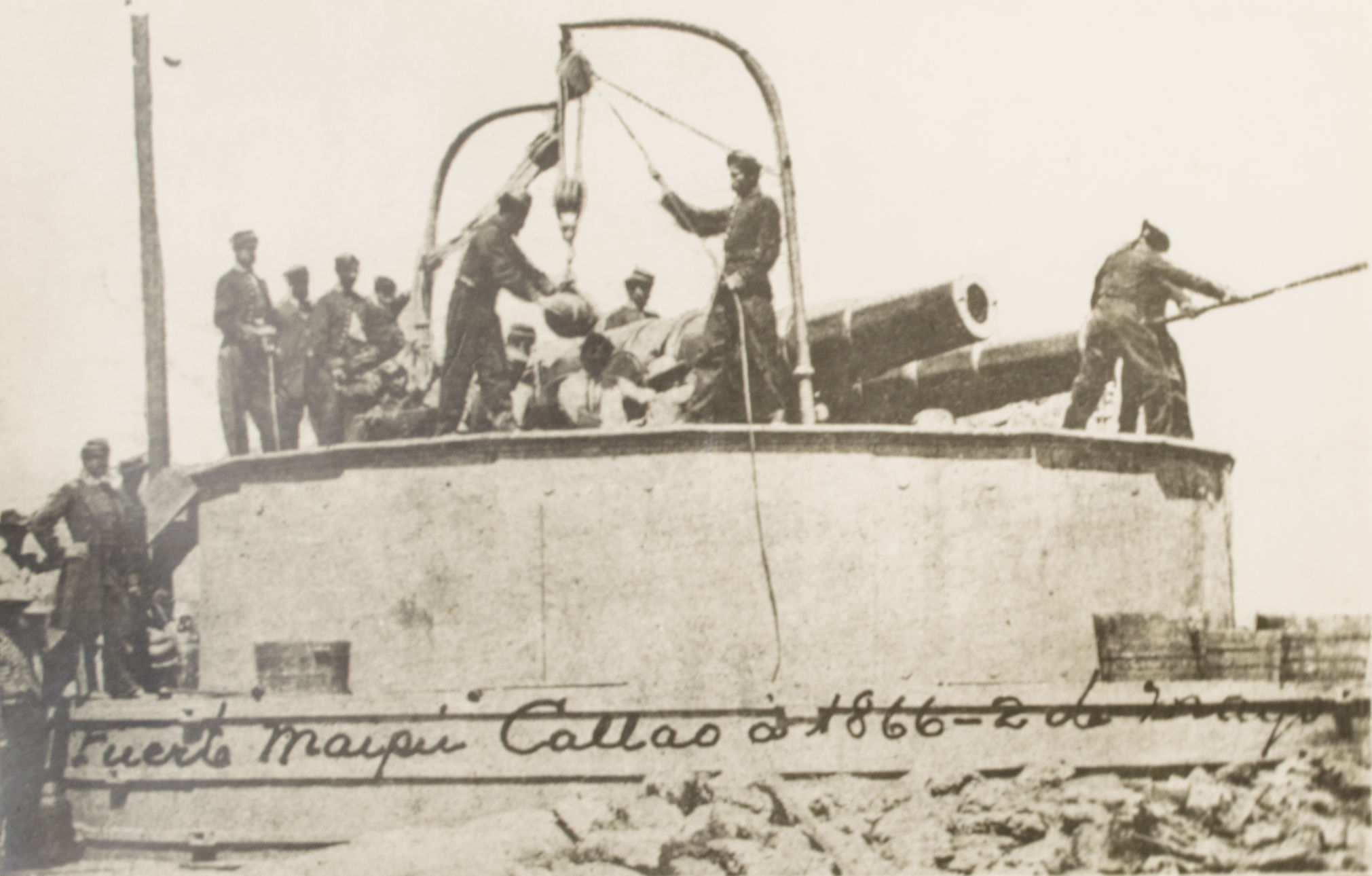
Batería peruana en el puerto del Callao, el 2 de mayo de 1866.

El 2 de mayo de 1866 amaneció con neblina, ocultando la población y fuertes que debía bombardear la escuadra española. A las 9 de la mañana se realizó una alocución en todos los buques, leída por los comandantes de éstos a todas las dotaciones: 

Marineros y soldados: Después de una larga y ardua campaña, hoy se nos presenta la ocasión de cerrarla dignamente, castigando cual se merece la osadía y perfidia de un enemigo, que nada ha dejado de poner en práctica para vilipendiar a nuestra querida España: a España, que hoy espera de nosotros que la venguemos dignamente.

Un mismo deseo nos anima a todos, y yo no puedo dudar que, con vuestro valor, decisión y entusiasmo, lo veréis satisfecho, volviendo al seno de vuestras familias después de consignar una página de gloria en la historia de la marina moderna, dejando su honra a la altura que nuestra patria tiene derecho a esperar de nosotros. ¡Viva la Reina!

Vuestro Comandante General, Casto Méndez Núñez.

En la espera por culpa de la neblina, se aprovechó para traspasar dos cañones de la banda de babor a la de estribor, que era la que la Numancia iba a presentar al enemigo. Así dispondría de 19 cañones en el combate, en vez de 17. Al mismo tiempo se deslizó a la lancha de vapor al agua, para que amarrada al costado de sotafuego, con su oficial al mando, el alférez de navío Joaquín Lazaga, estuviera pronta a desempeñar las comisiones que el mando le pudiera ordenar. 
A las 11:15 horas, ya despejaba la atmósfera y se vieron ondear en el tope del palo mesana de la Numancia las banderas que prevenían hacer el zafarrancho de combate, por lo que todos los buques se dirigieron a sus puestos ya preestablecidos. Entonces se oyeron los toques de generala y calacuerda en todos los buques, se arbolaron las banderas de combate y fueron ocupando sus puestos. 
La Numancia, marchando a la cabeza de la división del Sur, que corría la menor distancia, llegó la primera a su puesto, frente a las fortificaciones de Santa Rosa, y gobernando a presentar su batería de estribor al enemigo, en cuanto estuvo a distancia disparó el primer cañón de proa, por lo que rompió el fuego a las 11:55 horas. 
Topete, en la Blanca, llegó a situarse a 800 metros de las baterías peruanas, desdeñando el antiguo axioma de que «un cañón en tierra vale por diez en la mar». El fuego de la escuadra era tan certero que a las 12:10 horas voló la torre blindada del Sur por una bala de la Blanca, que penetró en el interior de la torre y alcanzó el polvorín, haciéndola saltar por los aires con toda la dotación y con el ministro de la Guerra peruano que se hallaba en ella. A las 15:00 horas se retiró de la línea la Blanca, por haber consumido toda la munición. Su conducta a lo largo de toda la campaña fue elogiada por propios y extraños. Luis Royo Villanova, cabo de mar de a bordo, decía: 

Nosotros los de la Blanca teníamos dos ídolos dentro de aquel barco querido, el más audaz, el más ligero, el más inquieto, despierto y decidido de cuantos mandaba el jefe Méndez Núñez. El primero de esos ídolos era la bandera que agujereada por los balazos de chilenos y peruanos flameaba siempre sobre nosotros con movimientos y colores de llama rojo y amarillo. El otro ídolo de los marineros de la Blanca era Topete, nuestro bravo capitán, inquieto, nervioso, segunda hélice y alma verdadera de la fragata a la cual comunicaba su acometividad y su valor. Con su ejemplo nos guio a todos y ante su ejemplo no había manera de volver la cara ni al enemigo ni al trabajo, que era penosísimo e incesante. Vivíamos en continuo zafarrancho, dormíamos armados al pie de los cañones, y cuando la casualidad nos proporcionaba algún regalo como aquel millar de botellas de riquísimo aceite, que nos trajo equivocadamente un vapor mercante en vez de aceite de borras para las máquinas, Topete cogía las botellas, las vaciaba en un aljibe, envenenaba el aceite para que sólo la máquina disfrutara de él, y nosotros seguíamos comiendo legumbres en agua sola y algún pescado azul basto y endemoniado.

Los enemigos, tampoco regateaban en el asunto. En una crónica publicada en Lima el 2 de mayo, haciendo referencia la Blanca, se decía:

Combatía con una especie de rabia y claramente se vio a su comandante pasar del alcázar de popa al de proa y presentar todo su cuerpo al enemigo.

El 3 de julio de 1866 se le otorgó a Topete la gran cruz de la Orden de Isabel la Católica, por su meritoria labor en el combate de Abtao. Con los demás individuos de la escuadra, recibió las gracias de la reina en una carta autógrafa, fechada el 9 de julio y dirigida al comandante general de la escuadra del Pacífico. 
En su regreso a España, la escuadra se partió en dos divisiones, siendo la Blanca' una de las que lo realizó doblando el cabo de Hornos y a vela, pues carbón ya no quedaba. 
Por otra Real Orden del 19 de septiembre, se le concedió la Cruz del Mérito Naval por su decidida actuación en el combate de El Callao. Y por su comportamiento a lo largo de toda la campaña, y por la herida grave recibida en el bombardeo de El Callao, se le ascendió al grado de brigadier. 
Regresó a Madrid, pero fue recibido con mal disimulada hostilidad, ya que en aquellos días el Gobierno miraba de reojo a los que tenían antecedentes revolucionarios o ideas avanzadas, lo cual le desilusionó bastante. Se le nombró capitán del puerto de Cádiz, cargo que conservó hasta el triunfo de la Revolución de septiembre de 1868.

### LaGloriosa

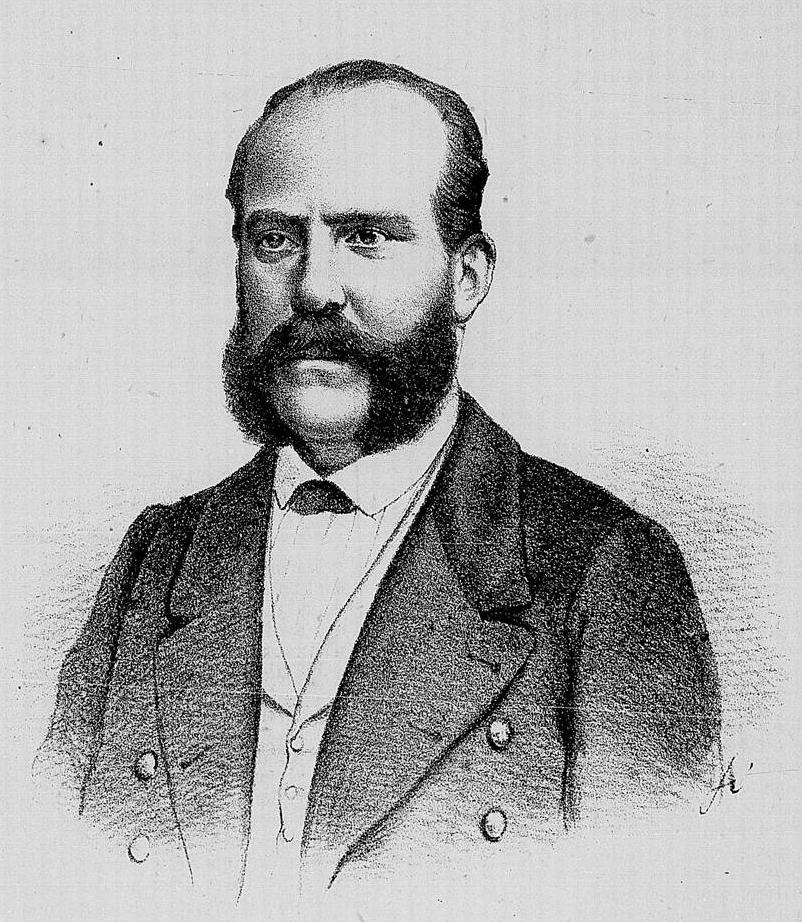
Almirante Topete (1868), por Angelo Agostini.

Topete y Carballo tomó parte muy activa en la preparación del movimiento nacional, ya fuese por sus ideas, pues era más de derechas que el propio Prim, ya por el disgusto contraído por el nombramiento de Belda como ministro de Marina, puesto que su primera acción fue rebajar el presupuesto para la construcción de nuevos buques de 31 millones a 6, lo que significaba que los esfuerzos realizados en los últimos años para reconstruir el poderío de la Armada se venían abajo por una irresponsabilidad política, al no poder continuar con la construcción de buques.
En septiembre de 1868 Juan Prim, Francisco Serrano, Domingo Dulce, Ramón Nouvillas, Rafael Primo de Rivera, Antonio Caballero de Rodas y el propio Topete deciden pasar a la acción. La misión de Topete es imprescindible y decisiva: deberá sublevar a la flota a su mando. Por lo que el 17 de septiembre, estando a bordo de la fragata acorazada Zaragoza, fondeada en la bahía de Cádiz, firmó la primera proclamación de la Revolución de 1868. La proclama del brigadier Juan Bautista Topete y Carballo a los gaditanos decía así: 

Gaditanos: Un marino que os debe señaladas distinciones, entre ellas la de haber llevado vuestra representación al Parlamento, os dirige su voz para explicaros un gravísimo suceso. Esta es la actitud de la Marina para con el malhadado Gobierno que rige los destinos de la Nación.

No esperéis de mi pluma bellezas. Prepararos sólo a oír verdades. Nuestro desventurado país yace sometido años a la más horrible dictadura; nuestra ley fundamental rasgada, los derechos del ciudadano escarnecidos; la representación nacional ficticiamente creada; los lazos que deben ligar al pueblo con el trono, y formar la monarquía constitucional, completamente rotos.

No es preciso proclamar estas verdades; están en la conciencia de todos.

En otro caso os recordaría el derecho de legislar, que el Gobierno por sí sólo ha ejercido, agravándole con el cinismo de pretender aprobaciones posteriores de las mal llamadas Cortes, sin permitirlas siquiera discusión sobre cada uno de los derechos que en conjunto les presentaba, pues hasta del servilismo de sus secuaces desconfiaban en el examen de sus actos.

Que mis palabras no son exageradas lo dicen las leyes administrativas, la de orden público y la de imprenta.

Con otro fin, con el de presentaros una que es la negación de toda doctrina, os cito la de instrucción pública.

Pasando del orden político al económico, recientes están las emisiones, los empréstitos, la agravación de todas las contribuciones. ¿Cuál ha sido su inversión? La conocéis y la deplora con vosotros la marina de guerra, apoyo de la mercante y seguridad del comercio; cuerpo proclamado poco a la gloria del país, y que ahora mira sus arsenales desiertos, la miseria de sus operarios, la postergación de sus individuos todos y viéndose en tan triste cuadro un vivo retrato de la moralidad del Gobierno.

Males de tanta gravedad exigen remedios análogos; desgraciadamente, los legales están vedados; forzoso es por tanto apelar a los supremos, a los heroicos.

He aquí la razón de la Marina en su nueva actitud; una de las partes de su juramento está violada con mengua de la otra. Salir a la defensa de ambas, no sólo es lícito sino obligatorio.

Expuestos los motivos de mi proceder y del de mis compañeros, os diré nuestras aspiraciones.

Aspiramos a que los poderes legítimos, pueblo y Trono funcionen en la órbita que la constitución les señale, estableciendo la armonía ya extinguida, el lazo ya roto entre ellos.

Aspiramos a que las Cortes Constituyentes, aplicando su leal saber y aprovechando lecciones harto repetidas, de una funesta experiencia, acuerden cuanto conduzca al establecimiento de la verdadera monarquía constitucional.

Aspiramos a que los derechos del ciudadano sean profundamente respetados por los Gobiernos, reconociéndoles las cualidades de sagrados, que en sí tienen.

Aspiramos a que la hacienda se rija moral e ilustradamente, modificando gravámenes, extinguiendo restricciones, dando amplitud al ejercicio de toda industria lícita y ancho campo a la actividad individual y al talento.

Estas son concretamente expuestas mis aspiraciones y las de mis compañeros. ¿Os asociáis a ellas sin distinción de partido, olvidando pequeñas diferencias, que son dañosas para el país? Obrando así labraréis la felicidad de la patria, y ésta es precisamente la bandera que la Marina enarbola.

Como a los grandes sentimientos suelen acompañar catástrofes que empañan su brillo, con ventaja cierta de sus enemigos, creo con mis compañeros hacer un servicio a la causa liberal, prestándonos a defenderla, conteniendo todo exceso. Libertad sin orden, sin respeto a las personas y a las cosas no se concibe. 
Correspondo, gaditanos, a vuestro afecto colocándome a la vanguardia en la lucha que hoy empieza y sostendréis con vuestro reconocimiento y denuedo.

Os pago, explicándoos mi conducta, su razón y su fin; a vosotros me dirijo únicamente; hablen al país los que para ellos tengan título.

Bahía de Cádiz, a bordo de la Zaragoza, 17 de septiembre de 1868.

Juan Bautista Topete.

Prim llegó a Cádiz la noche del 18 de septiembre y la escuadra sublevada compuesta por las fragatas acorazadas Zaragoza y Tetuán, las de madera Villa de Madrid y Libertad, más los vapores de ruedas Isabel II, Vulcano y Ferrol, con las goletas Concordia, Edetana, Ligera y otros buques menores, con ellos intimó a la rendición a la plaza, estando como jefe supremo Topete, al que secundaron los marinos y la guarnición con el pueblo, por lo que el gobernador militar, ante un enfrentamiento casi inevitable, decidió entregar la ciudad y unirse a los sublevados. 
Lo primero que hizo fue enviar al vapor Buenaventura a las islas Canarias, donde el Gobierno había desterrado a los generales y almirantes que no estaban de acuerdo con él, consiguiendo así un apoyo muy importante y relevante. Al regreso del vapor, el duque de la Torre, que venía en él, tomó el mando, acompañándole todos los generales deportados y dirigió a la población y a España un manifiesto todavía más enérgico, «¡España con honra!», suscrito por todos los dirigentes del pronunciamiento.
El 19 por la mañana, al grito de «¡Viva la soberanía nacional!», la escuadra del Mediterráneo se pronunció por la revolución. A ella se fueron uniendo numerosas guarniciones del sur peninsular. Prim formó inmediatamente un ejército, que se puso en marcha en dirección a Madrid, en cuyas cercanías se libró la batalla de Alcolea, donde los isabelinos fueron derrotados, lo que provocó el triunfo de la Revolución. 
Surgió entonces un problema: Topete era un auténtico caballero y hombre muy leal a la Monarquía, por lo que en principio no estuvo de acuerdo con el destronamiento de la legítima reina, Isabel II. Finalmente le convencieron de que la salvación de España necesitaba de este sacrificio, y aceptó unirse a Prim si se nombraba rey al duque de Montpensier, del que era adicto incondicional. El capacitado e intrigante Montpensier se había colocado del lado de los enemigos de Isabel II ya desde mucho antes de su caída, con la vana esperanza de hacerse con el trono de España, pero sucedió entonces un desafortunado suceso que dio al traste con sus aspiraciones: el duque se enfrentó en duelo al infante Enrique de Borbón, duque de Sevilla, y lo mató, quedando así fuera de la candidatura al trono. 

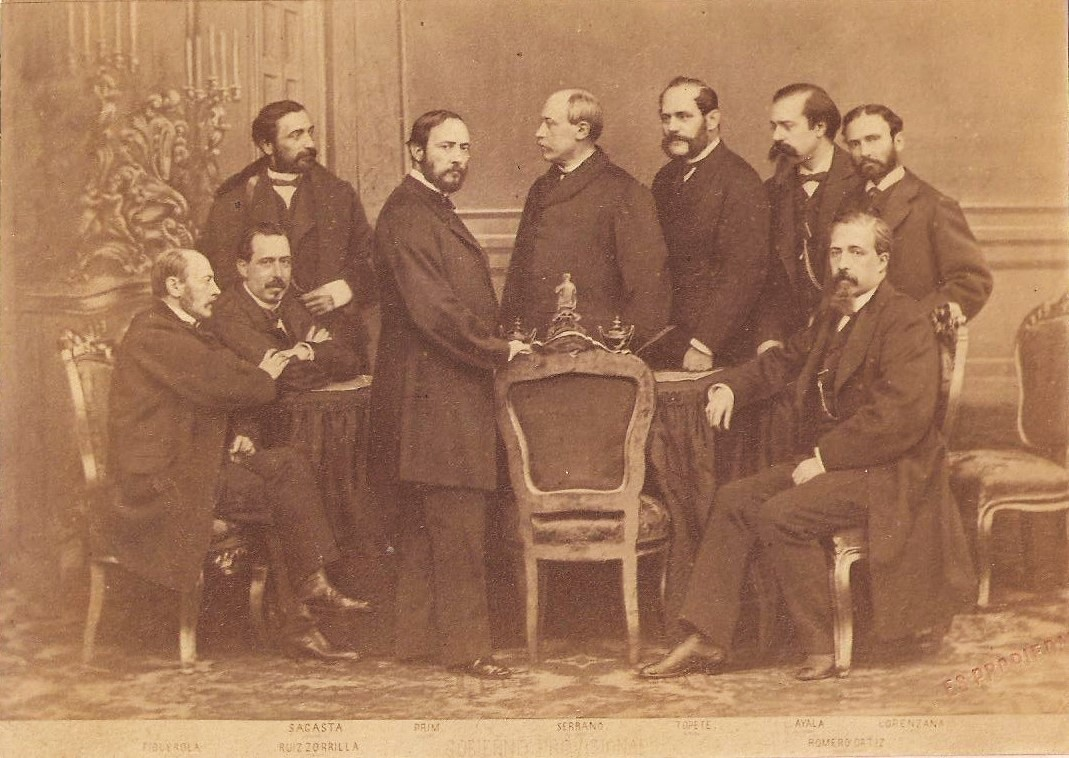
Gobierno Provisional, 1869. De la esquina izquierda: Figuerola, Ruiz Zorrilla, Sagasta, Juan Prim, Serrano, Topete, Adelardo López de Ayala, Lorenzana y Romero Ortiz (foto de J. Laurent).

Topete, en cambio, obtuvo una gran popularidad; a su llegada a Madrid fue recibido con una gran ovación y al ser constituido el Gobierno Provisional (1868-1869) se le dio la cartera de Marina. Con modestia y honradez rehusó el ascenso a contralmirante, y fue elegido diputado para las Cortes Constituyentes de 1869, por Madrid y Vich. De su paso por el ministerio de Marina quedó la labor desarrollada con su esfuerzo, para sofocar la insurrección en la isla de Cuba, para lo que pidió, y obtuvo de las Cortes, levas suplementarias con que completar las dotaciones de los buques.
Quizás una de las más importantes facetas de Topete, y la menos conocida, sea la preocupación de la enseñanza naval a flote. Es posible que ello se debiera a que no pudo recibirla en la medida de lo normal, y desde bien pronto se vio a bordo, y en combate, sin la necesaria preparación. El caso es que cuando llegó al Ministerio de Marina, una de sus primeras disposiciones fue el establecimiento de una escuela naval flotante que reestructuraría las prácticas de los guardiamarinas. 
Más tarde, cuando Serrano fue nombrado Regente y Prim pasó a ocupar la Presidencia del Consejo de Ministros, se ocupó además del Ministerio de Ultramar y del de Guerra (1869-1870). Además, entre el 25 de agosto y el 21 de septiembre ocupó la Presidencia de forma interina, mientras se encontraba ausente Prim.

### El reinado de Amadeo de Saboya

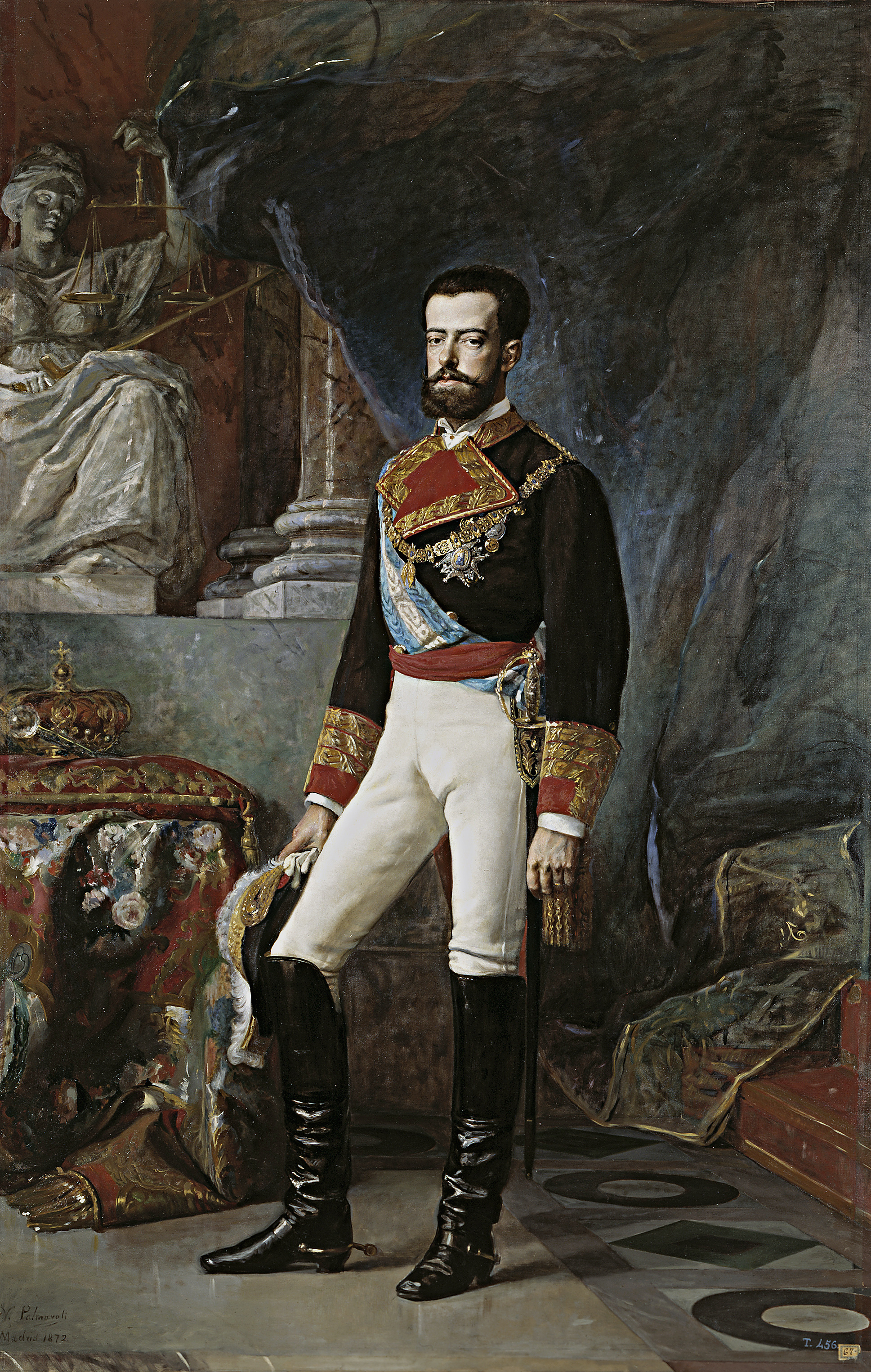
Amadeo I de España.

El 26 de noviembre de 1870 se realizó una votación en el Congreso de los Diputados para elegir al nuevo rey de España. Como se decidió que fuera don Amadeo de Saboya, y no el duque de Montpensier, Topete presentó su dimisión al duque de la Torre. Pero el 27 de diciembre Prim sufrió una emboscada y recibió varios disparos, que terminaron causando su fallecimiento tres días más tarde. Ante tal situación, el Gobierno apeló una vez más al patriotismo de Topete, que, como hombre coherente y por el bien de España, aceptó el cargo de Presidente del Consejo de Ministros de forma interina hasta el 4 de enero de 1871. Su nuevo cargo le obligó a ir a recibir al nuevo rey.
La Numancia, junto a otros buques españoles e italianos, fue la encargada de transportar al nuevo rey a España. En ella iban su comandante, el capitán de navío Días Herrera, y el ministro de Marina Beránger, y el buque enarboló el estandarte Real. Al llegar a Cartagena, Topete subió a bordo a presentarle sus respetos en nombre del general Prim e inclinándose respetuosamente ante el monarca le dijo: 

El Regente del Reino me encargó una misión tan honrosa como inmerecida, esto es, salir al encuentro del monarca elegido por las Cortes constituyentes soberanas de la nación. Acepté respondiendo de la vida del Rey con mi propia vida.

Un tiempo después, no ocultó sus simpatías a las personalidades más conservadoras del Partido Constitucional. 
Ocupó el puesto de ministro de Ultramar durante el gobierno de Sagasta (1871-1872), y se mostró pesimista con respecto a los asuntos sobre la isla de Cuba, pues no olvidaba la premisa norteamericana de comprar o conquistar, en tanto que veía que España se debilitaba por sus luchas intestinas. En el mes de julio de 1871 dijo: «Yo no seré reformista respecto a Cuba, porque es la única manera de conservar algún tiempo más aquella hermosa provincia». 
En noviembre del mismo año afirmó en la Cámara que algún ministro había propuesto la venta de la isla de Cuba. Esta manifestación levantó una dura y profunda indignación y obligó a Ruiz Zorrilla a protestar a favor de la integridad nacional y a Figueras a solicitar que se abriese una comisión de investigación, con el propósito de averiguar el nombre del ministro en cuestión que había formulado tal proposición tan desafortunada. En este año se le ascendió al grado de contralmirante. 
Posteriormente se opuso políticamente a las tendencias de los radicales, que fueron combatidas por él en los periódicos El Debate y El Gobierno. 
Fue llamado de nuevo a ocupar la cartera de Marina por el presidente del Gobierno Sagasta en 1872; al cambiar el presidente, pues fue nombrado Serrano, él continuó en su Ministerio, y se dio el caso que por unos días, por ausencia del residente, le fue otorgado el privilegio y la responsabilidad de ocupar el puesto de Presidente de la Nación interinamente (26 de mayo-5 de junio).

### La República

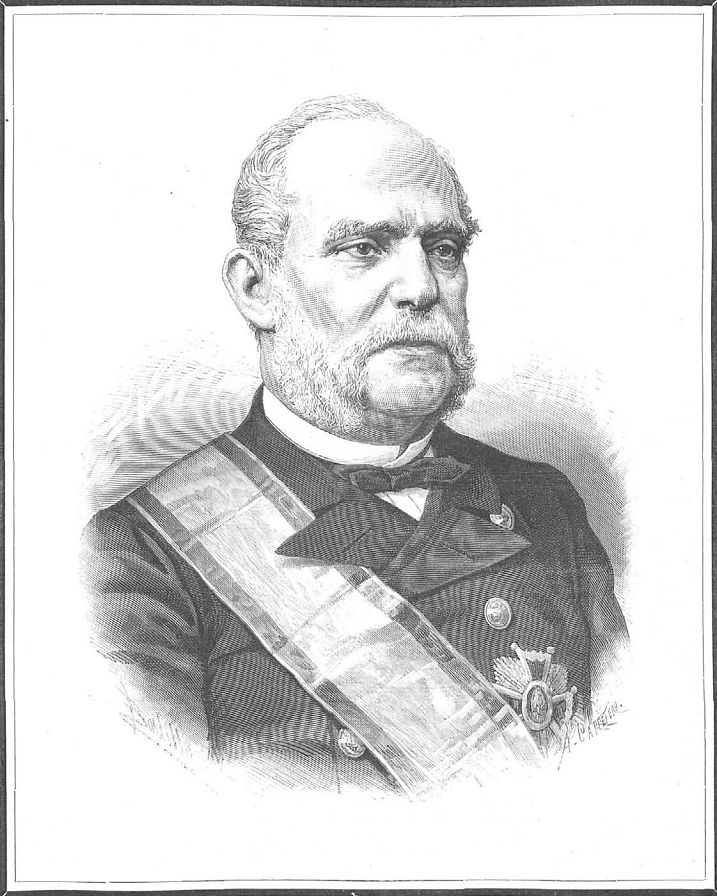
Retrato de Juan Bautista Topete, publicado en La Ilustración Española y Americana el 8 de noviembre de 1885, después de su muerte.

Al proclamarse la I República el 11 de febrero de 1873, se le encarceló por unos días en la cárcel militar de San Francisco de Madrid. Al salir se alejó del caos político y de la capital, hasta que fueron disueltas las Cortes Federales y el 3 de enero de 1874 se formó el nuevo Gobierno de la República unitaria, presidido por su antiguo colega el general Serrano. Topete fue llamado para ocupar nuevamente su cartera del ministerio de Marina. 
Al incrementarse la acción de la tercera guerra carlista y aún conservando la cartera del Marina, se dirigió al norte al frente de los batallones de Marina, que se batieron con verdadero heroísmo contra las tropas del bando contrario, conquistando a la bayoneta las alturas de Abanto y Somorrostro.
En una de las acciones y estando en primera línea, de las muchas veces en que lo hacía, una bala le cortó la correa que sujetaba la vaina de su espada que él tenía en la mano; sonriendo se giró a sus hombres diciendo: «Esta bala me ha librado de un peso inútil, porque mi espada no ha de envainarse en muchos días». De regreso a la capital, se encontró con que le habían dejado fuera del Gobierno, que de nuevo era presidido por Sagasta.

### La Restauración
La sublevación militar de Sagunto, que restauró a los Borbones en la figura de Alfonso XII, mereció por su parte las más enérgicas censuras y al ver que prosperaba la vuelta de la anterior dinastía, resolvió el dejar la carrera militar y vestir de paisano; pero al pedir la exención del servicio le fue denegado. En compensación, el nuevo Gobierno le concedió por su comportamiento en Abanto y Somorrostro la Gran Cruz y la Placa de San Hermenegildo.
En el año de 1879 se avino a reconocer a la monarquía de Alfonso XII, por lo que se le nombró presidente del Consejo de Administración de los fondos para premios a la Marina. En 1880 se le ascendió por rigurosa antigüedad al grado de vicealmirante. Un año después fue nombrado senador vitalicio, por Real Decreto del 5 de septiembre de 1881.
Falleció en Madrid en 1885, a los sesenta y cuatro años de edad.
| Predecesor: Juan Prim | Presidente del Consejo de Ministros de España 27 de diciembre de 1870-4 de enero de 1871 (interino) | Sucesor: Francisco Serrano |